# Smrekov
Smrekov (1441 m) – szczyt w Wielkiej Fatrze na Słowacji. Wznosi się we wschodnim grzbiecie szczytu Krížna, który poprzez Veľký Rigeľ, Kráľova skalę, Sedlo pod Smrekovom i Smrekov biegnie dalej na wschód. Smrekov jest zwornikiem; na północ odgałęzia się od niego boczny grzbiet oddzielający Gaderską dolinę (Gaderská dolina) i Dedošovą dolinę (Dedošová dolina). Północno-zachodnie stoki Smrekova opadają do dolinki Padva (odgałęzienie Gaderskiej doliny), wschodnie do doliny Veľké studienky (odnoga Dedošovej doliny). Stoki południowe opadają do Žarnovickiej doliny (Žarnovická dolina).
Smrekov jest porośnięty lasem, ale południowo-wschodni grzbiet jest trawiasty, dzięki czemu jest punktem widokowym. Na grzbiecie tym znajduje się Salaš Smrekovica. Jest to tzw. útulňa – przebudowany szałas dostosowany do biwakowania i noclegowania dla turystów niewymagających komfortu.

## Szlaki turystyczne
Południowym stokiem Smrekova prowadzi znakowany szlak turystyczny. Odgałęzia się od niego również znakowany, krótki szlak wyprowadzający na szczyt.
 Blatnica – Blatnická dolina – Juriašova dolina, ústie – Rakytovská dolina – Smrekov. Odległość 12,1 km, suma podejść 985 m, czas przejścia 4:10 h, z powrotem 3:20 h
 Kráľova studňa – Sedlo pod Smrekovom – Smrekov. Odległość 2,1 km, suma podejść 171 m, suma zejść 6o m, czas przejścia 45 min, z powrotem 45 min